# Mikayıl Useynov
Mikayıl Ələsgər oğlu Useynov (ur. 19 kwietnia 1905 w Baku, zm. 7 października 1992 tamże) – azerbejdżański architekt.

## Życiorys
Po ukończeniu szkoły średniej od 1922 do 1929 studiował w Azerbejdżańskim Instytucie Politechnicznym, w którym następnie (do 1970) wykładał. Jeszcze jako student był współautorem projektu pomnika Nizamiego. Tworzył w stylu konstruktywistycznym, z lakoniczną geometrią, zderzeniem w poziomie i pionie, kontrastem trójwymiarowych kształtów i płaszczyzn, przeszklonymi powierzchniami, lekkimi pergolami, galeriami i patio. Zaprojektował m.in. Pałac Kultury z biblioteką (1928), gmach domu-komuny Portowik, gmach Instytutu Politechnicznego (1931), opracował też konkursowy projekt Pałacu Rad Azerbejdżańskiej SRR w Baku (1934) oraz projekt zespołu budynków kina w Nizami (zrealizowany w 1934). Zaprojektował też budynek szkoły muzycznej w Baku, pawilon Azerbejdżańskiej SRR na Wystawę Osiągnięć Gospodarki Narodowej w Moskwie (1938–1939), Muzeum Literatury Azerbejdżańskiej im. Nizamiego w Baku (1940) i Azerbejdżańskiego Konserwatorium Państwowego (1939), Instytutu Politechnicznego, budynek mieszkalny pracowników Rady Bakijskiej (1938; obecnie budynek Rady Ministrów Azerbejdżanu), budynek Ludowego Komisariatu Przemysłu Spożywczego Azerbejdżańskiej SRR (1937–1939) i inne budynki użyteczności publicznej, w tym instytuty i biblioteki. Łącznie stworzył ponad 200 projektów budowli, z których większość została zrealizowana. Był również autorem wielu pomników, m.in. Nizamiego (1949). Napisał wiele prac z zakresu architektury i urbanistyki. Od 1947 do 1992 stał na czele Zarządu Architektów Azerbejdżańskiej SRR, jednocześnie 1975-1991 był sekretarzem Związku Architektów ZSRR i 1948–1988 dyrektorem Instytutu Architektury i Sztuki Azerbejdżańskiej SRR. W 1939 został profesorem, a w 1950 doktorem architektury. W latach 1954–1962 był deputowanym do Rady Najwyższej ZSRR 4. i 5. kadencji, trzykrotnie pełnił również mandat deputowanego do Rady Najwyższej Azerbejdżańskiej SRR. Pozostał osobą bezpartyjną. W 1982 otrzymał honorowe obywatelstwo Baku.

## Odznaczenia i nagrody
- Medal Sierp i Młot Bohatera Pracy Socjalistycznej (18 kwietnia 1985)[2]
- Order Lenina (trzykrotnie, 25 lutego 1946, 9 sierpnia 1958 i 18 kwietnia 1985)
- Order Czerwonego Sztandaru Pracy (dwukrotnie, 16 września 1939 i 6 listopada 1951)
- Nagroda Stalinowska (1941)
- Nagroda Rady Ministrów ZSRR (1978)
- Ludowy Architekt ZSRR (1978)

I medale.